# Isabella Plantagenet
Isabella av England, född på Woodstock Palace i Oxfordshire 16 juni 1332, död mellan april 1379 och oktober 1382, var en engelsk prinsessa, dotter till kung Edvard III av England och Filippa av Hainault. Hon var gift med Enguerrand de Coucy, Earl of Bedford, med vilken hon hade två döttrar. Hon fick strumpebandsorden 1376. 

## Biografi
Isabella ska ha varit sin fars favorit och beskrivs som bortskämd, viljestark och extravagant. Till det yttre var hon ha haft mörkt hår, mörka ögon och gulblek hy. I stor kontrast till de flesta prinsessor i hennes samtid, som blev bortgifta i arrangerade äktenskap i tonåren, tilläts Isabella förbli ogift till 33 års ålder, då hon själv hittade en man hon ville gifta sig med. År 1351 skulle hon enligt avtal bli bortgift med den franske vasallen Bernard d'Albret, son till Bernard Ezi IV av Albret, men giftermålet ställdes in när hon var ovillig att fullfölja det. Hennes far gav henne i stället år 1355 godset Burtsall Priory i Yorkshire och en egen inkomst. 
Den 27 juli 1365 på Windsor Castle gifte hon sig med Enguerrand de Coucy, en sju år yngre adelsman som just då hölls som gisslan vid engelska hovet, och som hon själv hade blivit förälskad i och uttryckt önskan om att få till make. Hennes far gav henne en livstids inkomst, en stor hemgift, frigav hennes make och gav honom titlarna Earl av Bedford, greve av Soissons och engelska gods. Paret fick två döttrar. 
Isabella tillbringade sitt återstående liv omväxlande vid makens gods i Frankrike och sitt barndomshem i England. Hon var till exempel närvarande vid sin fars död 21 juni 1377. Hennes död i England beskrivs som mystisk och oklar och det råder också oklarhet om exakt när den ägde rum.